# 우톈취안
우톈취안(중국어 간체자: 吴天泉, 병음: Wú Tiānquán, 한자음: 오천천, 1966년 9월 ~ )은 중화인민공화국의 정치인으로, 쓰촨성 바중시 통장현 인민대표대회 상무위원회 위원장을 역임했습니다.